# الألفبائية الدولية للترجمة السنسكريتية
الألفبائية الدولية للترجمة السنسكريتية (International Alphabet of Sanskrit Transliteration IAST) هي مخطط تحويل صوتي يسمح برومنة النصوص الهندية كما هو مستخدم في اللغة السنسكريتية واللغات الهندية ذات الصلة. وهي تستند إلى مخطط ظهر خلال القرن التاسع عشر اقترحه تشارلز تريفليان وويليام جونز ومنير منير ويليامز وغيرهم من العلماء، وصاغته لجنة الترجمة الصوتية في مؤتمر المستشرقين الدولي في جنيف في سبتمبر 1894. يتيح IAST للقارئ قراءة النص الهندي بشكل لا لبس فيه، تمامًا كما لو كان في النص الهندي الأصلي. ويُعد احتفاظها بالنصوص الأصلية هو ما يفسر استمرار شعبيتها بين العلماء.

## الإستعمال
يستخدم العلماء بشكل شائع IAST في المنشورات التي تستشهد بمواد نصية بالسنسكريتية ولغة بالي واللغات الهندية التقليدية الأخرى.
يستخدم IAST أيضًا في النصوص الإلكترونية الرئيسية مثل SARIT وMuktabodha وGRETIL وsanskritdocuments.org.
يمثل مخطط IAST أكثر من قرن من الاستخدام الأكاديمي في الكتب والمجلات حول الدراسات الهندية التقليدية. وعلى النقيض من ذلك، ظهر ISO 15919 لترجمة النصوص الهندية في عام 2001. يتبع ISO 15919 مخطط IAST بدرجة كبيرة، ولا يخرج عنه إلا بحالات بسيطة (على سبيل المثال، ṃ/ṁ وṛ/r̥) - انظر المقارنة أدناه.
تعتزم المكتبة الوطنية الهندية في كولكاتا القيام بكتابة جميع النصوص الهندية بهذه الطريقة، امتدادًا لـ IAST.

## السرد
فيما يلي سرد لحروف الـ IAST مع مقابلها الديفنغاري والقيم الصوتية في الألفبائية الصوتية الدولية IPA، وهي صالحة للكل من السنسكريتية والهندية وغيرها من اللغات الحديثة التي تستخدم ديفانغاري، ولكن حدثت بعض التغييرات الصوتية:
| Devanāgarī | Transcription | Transcription | Category                          |
| ---------- | ------------- | ------------- | --------------------------------- |
| अ          | a             | A             | monophthongs and syllabic liquids |
| आ          | ā             | Ā             | monophthongs and syllabic liquids |
| इ          | i             | I             | monophthongs and syllabic liquids |
| ई          | ī             | Ī             | monophthongs and syllabic liquids |
| उ          | u             | U             | monophthongs and syllabic liquids |
| ऊ          | ū             | Ū             | monophthongs and syllabic liquids |
| ऋ          | ṛ             | Ṛ             | monophthongs and syllabic liquids |
| ॠ          | ṝ             | Ṝ             | monophthongs and syllabic liquids |
| ऌ          | ḷ             | Ḷ             | monophthongs and syllabic liquids |
| ॡ          | ḹ             | Ḹ             | monophthongs and syllabic liquids |
| ए          | e             | E             | diphthongs                        |
| ऐ          | ai            | Ai            | diphthongs                        |
| ओ          | o             | O             | diphthongs                        |
| औ          | au            | Au            | diphthongs                        |
| ं           | ṃ             | Ṃ             | anusvara                          |
| ः           | ḥ             | Ḥ             | visarga                           |
| ँ           | ˜             |               | chandrabindu                      |
| ऽ          | '             |               | avagraha                          |

| velars  | palatals | retroflexes | dentals | labials | Category             |
| ------- | -------- | ----------- | ------- | ------- | -------------------- |
| क k K   | च c C    | ट ṭ Ṭ       | त t T   | प p P   | tenuis stops         |
| ख kh Kh | छ ch Ch  | ठ ṭh Ṭh     | थ th Th | फ ph Ph | aspirated stops      |
| ग g G   | ज j J    | ड ḍ Ḍ       | द d D   | ब b B   | voiced stops         |
| घ gh Gh | झ jh Jh  | ढ ḍh Ḍh     | ध dh Dh | भ bh Bh | breathy-voiced stops |
| ङ ṅ Ṅ   | ञ ñ Ñ    | ण ṇ Ṇ       | न n N   | म m M   | nasal stops          |
| ह h H   | य y Y    | र r R       | ल l L   | व v V   | approximants         |
|         | श ś Ś    | ष ṣ Ṣ       | स s S   |         | sibilants            |

جرى تعديل بعض الأحرف بعلامات التشكيل: وتمييز أحرف العلة الطويلة بخط فوقي. الحروف الساكنة الصوتية (المقطعية)، والانعكاسات الرجعية retroflexes وṣ (‎/ʂ~ɕ~ʃ/‏) لها نقطة سفلية. يحتوي حرف واحد على نقطة فوقية: ṅ (‎/ŋ/‏). وهناك حرف واحد له لهجة حادة: ś (‎/ʃ/‏).
على عكس الحروف اللاتينية فقط لـ ASCII مثل ITRANS أو Harvard-Kyoto، تسمح علامات التشكيل المستخدمة لـ IAST بكتابة أسماء العلم بالأحرف الكبيرة. الحروف الكبيرة مثل Ṇ Ṅ Ñ Ṝ تكون مفيدة فقط عند الكتابة «نص بالحروف الكبيرة فقط all-caps» وفي سياقات قواعد اللغة السنسكريتية - بانيني التي تكتب أصوات الـ IT بالأحرف الكبيرة.

## مقارنة مع ISO 15919
يمكن اعتبار IAST هي مجموعة فرعية من ISO 15919 التي تدمج: الانعكاسات الرجعية (ذات النقطة السفلية) مع الأصوات (التي عليها دائرة أدناه) ؛ وحروف العلة القصيرة القريبة من المنتصف مع الأحرف الطويلة. الاستثناءات السبعة التالية هي من ISO الذي عدد أوسع من الرموز للسماح بالترجمة الصوتية للديفاناجاري والنصوص الهندية الأخرى، كما هو مستخدم للغات أخرى غير السنسكريتية.
| Devanāgarī | IAST | ISO 15919 | Comment |
| ---------- | ---- | --------- | --- |
| ए / े       | e    | ē (e)     | ISO e generally represents short ए / ॆ, but optionally represents long ए / े in Devanagari, Bengali, Gurmukhi, Gujarati, and Odia script. |
| ओ / ो       | o    | ō (o)     | ISO o generally represents short ऒ / ॆ, but optionally represents long ओ / ो in Devanagari, Bengali, Gurmukhi, Gujarati, and Odia script. |
| अं / ं       | ṃ    | ṁ         | ISO ṃ represents Gurmukhi tippi ੰ. |
| ऋ / ृ       | ṛ    | r̥         | ISO ṛ represents ड़ ‎/ɽ/‏. |
| ॠ / ॄ       | ṝ    | r̥̄         | for consistency with r̥. |
| ऌ / ॢ       | ḷ    | l̥         | ISO ḷ represents ळ ‎/ɭ̆/‏. |
| ॡ / ॣ       | ḹ    | l̥̄         | for consistency with l̥. |

## الكتابة على الحاسوب بواسطة لوحة مفاتيح بديلة
الطريقة الأكثر ملاءمة لإدخال اللغة السنسكريتية بالحروف اللاتينية هي إعداد تخطيط بديل للوحة المفاتيح. وهذا يسمح للشخص بالاحتفاظ بمفتاح تعديل لكتابة الحروف بعلامات التشكيل. على سبيل المثال، alt+a = ā. أما كيفية إعداد ذلك فتختلف حسب نظام التشغيل.
تسمح بيئات سطح المكتب في Linux/Unix وBSD لمستخدم بإعداد تخطيطات لوحة مفاتيح مخصصة وتبديلها عن طريق النقر فوق رمز العلم في شريط القائمة.
وفي نظام تشغيل ماك يمكن استخدام لوحة المفاتيح المثبتة مسبقا (لوحة المفاتيح الأمريكية الدولية)، أو تثبيت تخطيط لوحة مفاتيح يونيكود توشيا (Toshiya Unebe's Easy Unicode).
يسمح نظام ويندوزMicrosoft Windows أيضًا للمستخدم بتغيير تخطيطات لوحة المفاتيح وإعداد تعيينات لوحة مفاتيح مخصصة إضافية لـ IAST. ونجد أن مثبت لوحة المفاتيح Pali المصمم بواسطة Microsoft Keyboard Layout Creator (MSKLC) يدعم IAST (يعمل على ويندوز حتى الإصدار 10 على الأقل، ويمكن استخدام زر Alt على الجانب الأيمن من لوحة المفاتيح بدلاً من تركيبة Ctrl + Alt).

## الكتابة على الحاسوب بواسطة التحديد من الشاشة

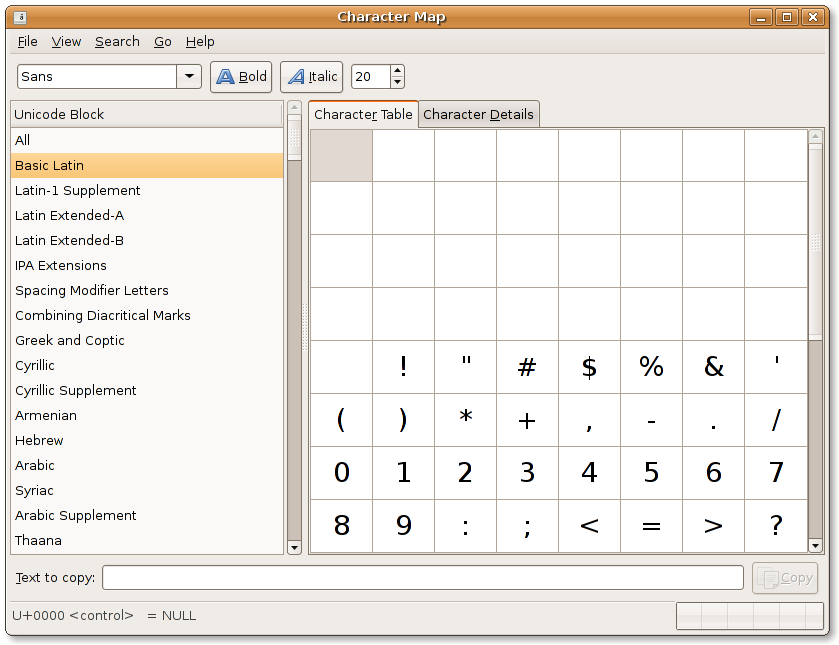
الصغير لاختيار الشخصية

توفر العديد من الأنظمة طريقة لتحديد أحرف Unicode بصريًا. تشير المواصفة ISO/IEC 14755 إلى هذا باعتباره طريقة إدخال اختيار الشاشة screen-selection entry method.
تُقدم ويندوز إصدار Unicode من برنامج مخطط توزيع الأحرف (ابحث عنه بالضغط على ⊞ Win+R ثم اكتب charmap ثم اضغط على ↵ Enter) منذ الإصدار NT 4.0 - يظهر في نسخة المستهلاك منذ وندوز XP. يقتصر هذا على الأحرف في المستوى الأساسي متعدد اللغات (Basic Multilingual Plane BMP). يمكن البحث في الأحرف عن طريق اسم حرف Unicode، ويمكن أن يقتصر الجدول على مقطع تعليمات برمجية معين. تتوفر أيضًا أدوات أخرى third-party أكثر تقدمًا من نفس النوع (أحد الأمثلة المجانية البارزة هو BabelMap).
يوفر نظام macOS «لوحة أحرف» بنفس الوظائف إلى جانب البحث عن طريق الأحرف ذات الصلة وجداول الحروف الرسومية بخط ما وما إلى ذلك. يمكن تمكينه في قائمة الإدخال في شريط القائمة ضمن تفضيلات النظام -> الدولية -> قائمة الإدخال Preferences → International → Input Menu (أو تفضيلات النظام -> اللغة والنص -> مصادر الإدخال System Preferences → Language and Text → Input Sources) أو يمكن عرضها ضمن تحرير -> الرموز التعبيرية والرموز Edit → Emoji & Symbols في العديد من البرامج.
هناك أدوات مماثلة - مثل gucharmap (جنوم) أو kcharselect (كدي) - موجودة في معظم بيئات سطح مكتب Linux.
يمكن لمستخدمي SCIM على الأنظمة الأساسية المعتمدة على Linux أيضًا أن تتاح لهم الفرصة لتثبيت واستخدام معالج الإدخال sa-itrans-iast والذي يوفر دعمًا كاملاً لـ ISO 15919 لكتابة اللغات الهندية بالحروف اللاتينية كجزء من مكتبة m17n.

## دعم الخط
تدعم بعض الخطوط فقط جميع أحرف Unicode اللاتينية الضرورية لنقل الحروف الهندية وفقًا لمعيار ISO 15919. على سبيل المثال، تدعم حزم الخطوط Arial وTahoma وTimes New Roman التي تأتي مع مايكروسوفت أوفيس 2007 والإصدارات الأحدث أحرف Unicode مسبقة التكوين مثل ā وḍ وḥ وī وḷ وḹ وṃ وñ وṅ وṇ وṛ، ṝ وṣ وś وṭ و، الحروف الرسومية لبعضها موجودة فقط في مجموعة Unicode اللاتينية الموسعة الإضافية. غالبية الخطوط النصية الأخرى المستخدمة بشكل شائع لإنتاج الكتب بها عيب لكونها تدعم حرف أو أكثر من هذه المجموعة. وفقًا لذلك، يستخدم العديد من الأكاديميين العاملين في مجال الدراسات السنسكريتية الآن برامج حرة ومفتوحة المصدر مثل LibreOffice، بدلاً من Microsoft Word، جنبًا إلى جنب مع خطوط OpenType المجانية مثل FreeSerif أو Gentium، وكلاهما يتمتعان بدعم كامل للحروف الكاملة وعلامات التشكيل الملتصقة في مجموعة أحرف IAST. صدرت هذه الخطوط بموجب اتفاقية GNU FreeFont أو SIL Open Font License، على التوالي، ويمكن مشاركة هذه الخطوط بكل حرية ولا تتطلب من الشخص الذي يقرأ مستندًا أو يعدله شراء برنامج احتكاري للاستفادة من الخطوط المرتبطة به.

## روابط خارجية
- نصائح حول النطق باللغة السنسكريتية للمبتدئين والمخططات البسيطة للمساعدة في حفظ المكان الذي تتلاءم فيه علامات التشكيل. - صفحات من Dina-Anukampana Das